# Астарлоа, Игор
Игор Астарлоа Аскасибар (баск. Igor Astarloa Askasibar, род. 29 марта 1976 в Эрмуа, Испания) — испанский профессиональный шоссейный велогонщик баскского происхождения. Чемпион мира в групповой гонке 2003 года. Участник летних Олимпийских игр 2004 года.

## Победы
| 2002 - Тур Бриксии — этап 2 и генеральная классификация 2003 - Чемпион мира в групповой гонке - Флеш Валонь 2004 - Тур Бриксии — этап 2 | 2005 - Вуэльта Бургоса — этап 2 2006 - Милан — Турин - Тиррено — Адриатико — этап 4 |

## Статистика выступлений наГранд Турах
| Гранд Тур | 2001 | 2002 | 2003 | 2004 | 2005 | 2006 | 2007 | 2008 |
| --------- | ---- | ---- | ---- | ---- | ---- | ---- | ---- | ---- |
| Джиро     | -    | 53   | -    | 56   | -    | -    | -    | сход |
| Тур       | -    | -    | -    | -    | -    | -    | -    | -    |
| Вуэльта   | сход | 63   | сход | сход | -    | -    | -    | -    |